# 다지리정
다지리정(일본어: 田尻町)은 일본 오사카부 중남부 센난군의 정이다.

## 지리
오사카만에 면하고 이즈미사노시, 센난시와 접하고 있다. 앞바다에 떠있는 간사이 국제공항도 그 중앙부는 다지리정에 속한다.

## 역사
- 1889년 - 정촌제 시행으로 히네군 다지리촌이 되었다.
- 1896년 - 센난군이 성립해 센난군 다지리촌이 되었다.
- 1953년 - 정으로 승격해 센난군 다지리정이 되었다.

## 교통

### 공항
- 간사이 국제공항

### 철도
- 난카이 전기 철도 본선

### 도로
- 국도 26호선